# Вексилологија
Вексилологија је област која се бави проучавањем застава. Назив је око 1957. године увео Витни Смит из САД, некадашњи најистакнутији вексилолог на свету и аутор многих књига и чланака на ову тему. У почетку је сматрана делом хералдике, а неки је сматрају и граном семиотике. Особа која проучава заставе је вексилолог, а неко ко их ствара је вексилограф.
Реч вексилологија је синтеза латинске речи vexillum и грчке речи λογος (наука). Vexillum је био тип заставе кога су користиле римске легије током класичног периода. За разлику од данашњих застава, био је усправно постављен и окачен на копље.
Вексилолози су активни у неколико националних асоцијација под покровитељством FIAV (Fédération internationale des associations vexillologiques). Сваке друге године, ова асоцијација организује Међународни конгрес вексилологије. 

## Систем идентификације заставе (FIS)
Уопштено о симболима и картицама на овим страницама
У сврху што бољег, језгровитијег и концизнијег пружања информација о заставама користи се читав низ симболичких графичких ознака, картице. Многе од тих ознака стандардизоване су и прихваћене од Међународне федерације вексилолошких удружења (FIAV, Federation International de Associations Vexillologique) и редовно се употребљавају у многим стручним часописима и публикацијама. Такве ознаке омогућавају брзу у једноставну идентификацију различитих аспеката заставе (размера, намена и употреба, поузданост приказа, идентификацију боја у црно-биелом приказу и др). Осим симбола према ФИАВ, овде је употребљен и низ других симбола који омогућују сликовито и о језику независно сналажење у приказаном материјалу, од који су многи уобичајени међу вексилолозима на Интернету и на њиховим веб страницама, односно на страницма Flags of the World (FOTW) вексилолошког е-форума. 
________________________________________
Ознаке намене застава FIS
Националне заставе могу се подијелити према намени у шест основних група, према употреби на копну односно на мору, те према томе ко заставе истиче (цивили, држава или војска). Систем означавања намене заставе заснован на овој подели популаризовао је В. Смит у својих неколико књига о заставама, а систем је прихватио и FIAV. Међу члановима FOTW тај систем се често назива системом „шест тачака у мрежи“ или FIS - Flag Identification System (систем идентификације заставе). Оригинални систем В. Смита састоји се од групе тачака од два реда по три тачке. Горњи ред означава коришћење на копну, а доњи на мору. Први стубац слева приказује да се застава користи за приватну употребу [C од енгл. Civil], средњи да је за јавну употребу [S од енгл. State], а десни означава војну употребу [W од енгл. War]. У текстуалним приказима могу се точке и мрежа заменити са шест слова, три и три с аналогним значењем.
То даје основну шему  ,
односно текстуално CSW/CSW,
која означава цивилну, државну и ратну заставу на копну и цивилну, државну и ратну заставу на мору (поморску заставу). Ако је тачка изостављена (односно слово замењено звездицом), значи да се застава не употребљава у ту сврху.
|          | приватна употреба | државна употреба | војна употреба |
| -------- | ----------------- | ---------------- | -------------- |
| на копну | цивилна застава   | државна застава  | војна          |
| на води  | цивилна поморска  | државна поморска | војна поморска |

Неке основне комбинације су приказане овде: 
| граф. ознака | текст. ознака | назив                              | опис                                                  |
| ------------ | ------------- | ---------------------------------- | ----------------------------------------------------- |
|              | C**/***       | Цивилна застава                    | користи је приватне особе на копну                    |
|              | *S*/***       | Државна застава                    | користи је државне институције на копну               |
|              | **W/***       | Ратна застава                      | користи је копнена војска                             |
|              | ***/C**       | Цивилна поморска застава           | користи се на приватним пловилима (трговачка застава) |
|              | ***/*S*       | Државна поморска застава           | користи се на пловилима у власништу државе            |
|              | ***/**W       | Војна поморска застава             | користи је морнарица                                  |
|              | CS*/***       | Цивилна и државна застава          | приватне особе и државне службе на копну              |
|              | *SW/***       | Државна и ратна застава            | државне служе и војска за све сврхе на копну          |
|              | CSW/***       | Народна застава                    | за све сврхе на копну                                 |
|              | ***/CSW       | Народна поморска застава           | за све сврхе на води                                  |
|              | CSW/CSW       | Народна застава на копну и на води | за све сврхе и на копну и на води                     |

Осим „тачака у мрежи“ FIAV систем ознака (FIS) садржи и ознаке које показују још неке аспекте застава:
- Нормална: Застава у нормалној употреби, без посебних коментара. Истиче се водоравно.
- Приедлог: Приједлог за заставу; дизајн који није никад примијењен у пракси.
- Реконструкција: Слика конструисана према недовољно прецизном опису или другом непотпуном извору.
- Наличје: Дизајн приказан с наличја заставе.
- Верзија: Једна од две или више верзија истог основног дизајна.
- Алтернација: Једна од двеју или више застава које се могу употребити симултано или под посебним условима за исту функцију.
- De facto: Застава у употреби, али без законског одобрења.
- Двострана: Наличје није истог дизајна као што је приказани.
- Лево копље: Наличје или важнија страна заставе види се кад је заставно копље приказано с посматрачеве леве стране
- Историјска: Застава која се раније користила, али се више службено не користи.
- Вертикална: Истиче се вертикално овешена о пречку.